# Internationale Schweizer Eishockeymeisterschaft 1932/33
Die Saison 1932/33 war die 18. reguläre Austragung der Internationalen Schweizer Eishockeymeisterschaft. Meister wurde der Grasshopper Club Zürich.

## Hauptrunde

### Serie Ost

#### Final
- EHC St. Moritz – HC Davos 1:3

### Serie Zentral
| Pl. | Team                    | Sp. | S | U | N | Pkt. |
| --- | ----------------------- | --- | - | - | - | ---- |
| 1.  | Grasshopper Club Zürich | 2   | 2 | 0 | 0 | 4    |
| 2.  | Akademischer EHC Zürich | 2   | 1 | 0 | 1 | 2    |
| 3.  | Zürcher SC              | 2   | 0 | 0 | 2 | 0    |

### Serie West

#### Halbfinal
- Lycée Jaccard – Star Lausanne 2:0
- HC Château-d’Oex – HC Rosey Gstaad 0:3

#### Final
- HC Rosey Gstaad – HC Château-d’Oex 7:3

## Finalrunde
| Pl. | Team                    | Sp. | S | U | N | Pkt. |
| --- | ----------------------- | --- | - | - | - | ---- |
| 1.  | Grasshopper Club Zürich | 2   | 2 | 0 | 0 | 4    |
| 2.  | HC Davos                | 2   | 1 | 0 | 1 | 2    |
| 3.  | HC Rosey Gstaad         | 2   | 0 | 0 | 2 | 0    |